# KA-BAR
Das KA-BAR, genauer „US Navy and Marine Corps Utility Knife MKII“ ist ein Kampf- und Allzweckmesser, welches vor allem beim US Marine Corps (USMC) während des Zweiten Weltkrieges zum Einsatz kam, aber auch bei der US Navy und der US Army. Die Versionen für Navy, Marine Corps und Army unterschieden sich im Material der Scheide (Leinen-Kunstharz für Navy) und der Verarbeitung (genietet und genähtes Leder für Marine Corps, geklammert und genähtes Leder für Army). Bei der Army wurde es jedoch schon 1943 durch das M3-Trench-Knife ersetzt.
Das KA-BAR wurde auch in den darauffolgenden Konflikten und Kriegen der Vereinigten Staaten benutzt und ist bis heute im Einsatz.

## Geschichte
Das KA-BAR wurde ursprünglich im Jahre 1890 als Jagdmesser Modell 1219C2 entworfen und besaß anfangs eine 17 cm lange Bowie-Klinge aus unbeschichtetem Stahl. 1942 wurde das Design angepasst und beim Militär übernommen.
Kurz nach dem Eintritt der Vereinigten Staaten in den Zweiten Weltkrieg im Jahre 1941 äußerten die amerikanischen Soldaten Unzufriedenheit mit den an sie ausgegebenen Kampfmessern aus dem Ersten Weltkrieg und dem Mark I-Dolch. Diese erwiesen sich als mangelhaft für den Nahkampf und Grabenkrieg. Das KA-BAR wurde von der US-Armee aus einem Jagdmagazin ausgewählt und während der Kriegsjahre millionenfach produziert. Sein Beliebtheitsgrad äußert sich auch darin, dass es vereinzelt sogar für Kampftaucher-Einsätze genutzt wurde, obwohl es zu dieser Zeit noch stark angreifbar durch Salzwasser war.
Im Krieg wurden bei den Marines eine große Anzahl verschiedener Messertypen eingesetzt. Das KA-BAR war jedoch das beliebteste und meistverbreitete. Auch nach dem Ende des Krieges wurde es weiter als Standard-Ausrüstungsgegenstand des US Marine Corps geführt.
Die einzige Modifikation, die vor der weiteren Produktion am Messer durchgeführt wurde, ist die matte schwarze oder graue Phosphatierung der Klinge, des Ricasso (bzw. Parierstange) und des Knaufs als Korrosionsschutz und um Lichtreflexe zu verhindern. Das endgültige Design des Messers wurde von Major Howard America geprägt. Er verlängerte das Messer auf 17,8 cm, um es für den Kampfeinsatz zu optimieren, machte es ein wenig leichter durch beidseitige Hohlkehlen in der Klinge und führte u. a. den ovalen Ledergriff, bestehend aus verpressten Lederscheiben mit Abstandsringen, als Standardausführung ein.
Während des Zweiten Weltkrieges wurde das Messer von vielen Herstellern gefertigt, u. a. Union Cutlery Co., Pal Blade, Robeson, Camillus Cutlery Co., Ontario Knife Co. Das klassische Design des KA-BAR wurde von vielen Messerherstellern übernommen und/oder den heutigen Erfordernissen entsprechend angepasst. Nicht die Union Cutlery Co. sondern Camillus liefert die ersten und die meisten offiziellen Modelle an das amerikanische Militär, die sich später als namensgebend herausstellte.

## Das Unternehmen
Den Namen erhielt das Messer von seinem ursprünglichen Hersteller, der „Union Cutlery Company“, die ihren Markennamen in die Klinge eingravierte. Die heutige Firma KA-BAR wurde 1898 unter dem Namen „Tidioute Cutlery Company“ gegründet. Der Name „KA-BAR“ wurde zuerst als Markenname geführt, doch im Jahre 1952 wurde das Unternehmen in „KA-BAR Cutlery Inc.“ umfirmiert. Der Sitz des heutigen Unternehmens, die „KA-BAR Knives Inc.“ befindet sich heute in Olean, New York.
Heutzutage stellt KA-BAR auch Heeres- und Marineversionen sowie diverse Sonderserien zu bestimmten Einsätzen der unterschiedlichen Truppenteile mit entsprechenden Gravuren des Messers her. Diese sind bis auf die Streitkräfte-abhängigen Gravuren und Sonderserien-Gravuren auf der Klinge und den Symbolen auf der Scheide identisch. Die aktuelle Version, mit der Bezeichnung „Full-size USMC KA-BAR, Straight Edge“ weicht nur in Details vom ursprünglichen KA-BAR ab. Dafür gibt es modernisierte Varianten mit modernen Werkstoffen und verkleinerte Versionen des KA-BAR.

## Etymologie
Der Ursprung des Namens „KA-BAR“ ist ungeklärt. Das Unternehmen stellt es als eine Abwandlung des Satzes „kill a bear“ (dt. „töte einen Bären“) dar, der von einem Kunden auf Grund seiner Eigenschaften geäußert wurde. Eine weitere Theorie findet sich im Museum der Marine Corps Officer Candidate School (OCS) in Quantico, Virginia: Die Abkürzung stehe für „Knife Attached – Browning Automatic Rifle“.